# George Pakos
Georgios George Pakos  (ur. 14 sierpnia 1952 w Viktorii) – kanadyjski piłkarz pochodzenia polskiego występujący na pozycji pomocnika.

## Kariera klubowa
Pakos urodził się w Kanadzie w rodzinie polskich imigrantów. W trakcie seniorskiej kariery reprezentował barwy klubów London Boxing Club, Vancouver Island Selects, Victoria AA, Victoria Riptide oraz ponownie Victoria AA.

## Kariera reprezentacyjna
W reprezentacji Kanady Pakos zadebiutował 6 grudnia 1983 w przegranym 0:5 towarzyskim meczu z Meksykiem. 11 grudnia 1983 w przegranym 1:3 towarzyskim meczu z Hondurasem strzelił pierwszego gola w trakcie gry w kadrze. W 1986 roku został powołany do kadry na Mistrzostwa Świata. Zagrał na nich w meczu ze Związkiem Radzieckim (0:2), a Kanada odpadła z tamtego turnieju po fazie grupowej. W latach 1983–1986 w drużynie narodowej Pakos rozegrał w sumie 22 spotkań i zdobył 5 bramek.